# Guardia Nacional Eslovena
La Guardia Nacional Eslovena (en esloveno: Slovensko domobranstvo; en alemán Slowenische Landwehr o también Slowenische Heimwehr) —cuyos militantes fueron conocidos como domobranci («defensores del hogar»)— fue una organización compuesta por eslovenos católicos anticomunistas creada para combatir al Frente de liberación yugoslavo durante la ocupación de la provincia de Liubliana por parte del Tercer Reich en la Segunda Guerra Mundial.

## Historia

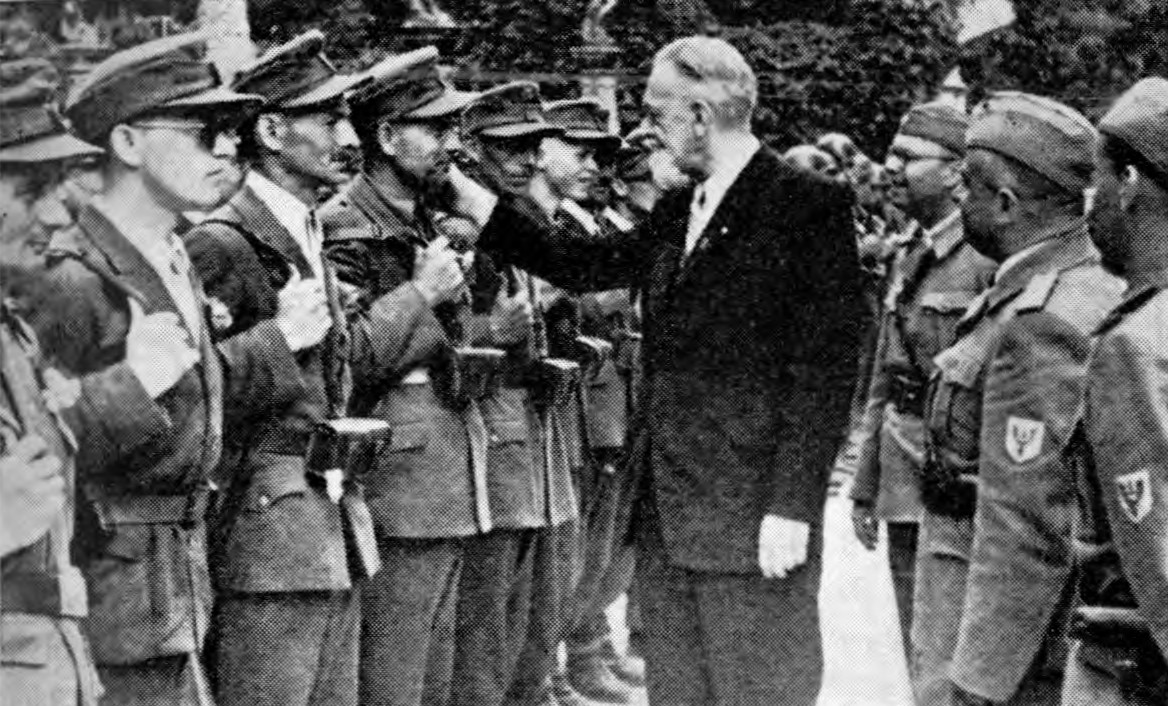
Leon Rupnik rodeado de domobranci.

Tras la capitulación de Italia de septiembre de 1943 ante las fuerzas aliadas, el ejército alemán procedió a ocupar la zona de control italiano de Eslovenia, que incluía la provincia de Liubliana, territorio este último adquirido tras la invasión del reino de Yugoslavia por las fuerzas del Eje en 1941.
El 15 de septiembre de 1943 se tomó la de decisión de constituir la Guardia Nacional Eslovena, que tuvo su base en la ciudad de Liubliana. Uno de sus líderes y promotores fue el alcalde de Liubliana Leon Rupnik. Estaban organizados como unidades militares anticomunistas integradas por eslovenos, con oficiales eslovenos, con el esloveno como idioma de mando  y bajo bandera eslovena. La mayoría de sus miembros eran voluntarios. Unos 15.000 hombres y jóvenes se alistaron en sus filas.
Los alemanes eran conscientes de que para los Domobranci  – eslovenos convencidos – la relación con ellos era traumática, que la sobrellevaban únicamente para tratar de preservar a su nación del comunismo. No confiaban en ellos, por eso ocasionalmente les exigían demostraciones de lealtad, bajo amenaza de disolverlos. 
Con el fin de la Segunda Guerra Mundial y de la ocupación de Eslovenia, en 1945, una mayoría de domobranci huyó a Italia y a Austria, siendo entregados sin embargo por el ejército británico al ejército yugoslavo. La mayoría de estos domobranci fueron ejecutados sin juicio.

## Ideología
Según Gregor Joseph Kranjc su ideología era una amalgama de nacionalismo, conservadurismo, catolicismo y anticomunismo. Los domobranci recibieron el apoyo de las autoridades eclesiásticas de la iglesia católica eslovena, como el obispo Grigorij Rožman.

## Tamaño
La Guardia Nacional llegó a tener una membresía máxima de unos 13 000 militantes a las alturas de mediados de 1944.